# Glyn Daniel
Glyn Edmund Daniel, (✰ Lampeter Velfrey, 23 de abril de 1914;✝ local desconhecido, 13 de dezembro de 1986) foi um cientista e arqueólogo galês que lecionou na Universidade de Cambridge onde se especializou no período neolítico europeu.
Ele foi nomeado Disney Professor of Archaeology em 1974  e editou o jornal acadêmico Antiquity entre 1958 e 1985.